# Toranj Milad
Toranj Milad (perz. برج میلاد - Bordž-e Milad; Narodni toranj), toranj u Teheranu i najviša građevina u Iranu.
Izgrađen je 2007. godine prema projektu iranskog arhitekta dr. M. R. Hafezija kao novi simbol grada. Visinom od 435 m šesti najveći betonski toranj svijeta, nakon Skytreea u Tokiju, Cantona u Guangzhouu, CN Towera u Torontu, Ostankinskog tornja u Moskvi i Bisera Istoka u Šangaju.
Toranj ima višestruku namjenu: antena na vrhu služi za prijenos telekomunikacijskog signala, a u glavi tornja od 12 katova smješteni su rotirajući restoran, dvorana za konferencije, panoramska promatračnica za turiste i veliki prostor za umjetničke izložbe okrunjen staklenom kupolom.
Trup tornja oktagonalnog je presjeka što je tipično za iransku arhitekturu, a njegova baza s glavom je povezana dizalima prosječne brzine 7 m/s što omogućava transport do vrha u roku od 45 sekundi. Toranj je dio međunarodnog trgovačkog centra koji uključuje IT park, niz konferencijskih dvorana i restorana, te hotel s pet zvjezdica.

## Vanjske poveznice
- (perz.)(engl.)(arap.) Službene stranice Tornja Milad  Arhivirana inačica izvorne stranice od 31. listopada 2016. (Wayback Machine)

Ostali projekti
|  | Zajednički poslužitelj ima stranicu o temi Toranj Milad    |
|  | Zajednički poslužitelj ima još gradiva o temi Toranj Milad |